# Selección femenina de rugby 7 de Escocia
La selección femenina de rugby 7 de Escocia es el equipo que representa a la Unión de Rugby de Escocia en los campeonatos de selecciones nacionales femeninas de rugby 7
Actualmente no compite en ningún torneo oficial, siendo reemplazado por el seleccionado de Gran Bretaña en el circuito mundial, Juegos Olímpicos y Juegos Europeos.

## Palmarés
- Rugby Europe Trophy: 2017

## Participación en copas

### Copa del Mundo
- Dubái 2009: no clasificó
- Moscú 2013: no clasificó
- San Francisco 2018: no clasificó

### Juegos Olímpicos
- Río 2016: 4.º puesto (*)
- Tokio 2020: 4.º puesto (*)

(*) Jugó como Gran Bretaña

### Juegos de la Mancomunidad
- Gold Coast 2018: no clasificó
- Birmingham 2022: 6.º puesto

### Serie Mundial
- Serie Mundial 12-13: no clasificó
- Serie Mundial 13-14: no clasificó
- Serie Mundial 14-15: no clasificó
- Serie Mundial 15-16: no clasificó
- Serie Mundial 16-17: no clasificó
- Serie Mundial 17-18: no clasificó
- Serie Mundial 18-19: 17.º puesto (1 pts)
- Serie Mundial 19-20: no clasificó
- Serie Mundial 21-22: 15.º puesto (4 pts)